# Definición de obras culturales libres

Logotipo de la Definición Free Cultural Works, seleccionado en un concurso de logotipo 2006.

La definición Free Cultural Works (obras culturales libres) es una definición de contenido libre de 2006. El proyecto evalúa y recomienda licencias compatibles con el contenido libre.

## Historia
El Open Content Project por David A. Wiley en 1998 fue un proyecto predecesor que definía el concepto de contenido abierto. En 2003 Wiley se unió a Creative Commons como "Director de Licencias Educativas" y anunció Creative Commons y sus licencias como sucesor de Open Content Project.
Más tarde, Erik Möller en colaboración con Richard Stallman, Lawrence Lessig, Benjamin Mako Hill, Angela Beesley, y otros iniciaron en 2006 el proyecto de Free Cultural Works para definir el contenido libre. El primer borrador de la Definición Free Cultural Works fue publicada 3 de abril de 2006. Las versiones 1.0 y 1.1 fueron publicados en inglés y traducidos a algunos idiomas.
La Definición de Trabajos Culturales Libres fue utilizada por Fundación Wikimedia desde 2007. En 2008, las licencias Atribución y Atribución-CompartirIgual de Creative Commons fueron aprobadas para "obras culturales libres".
En octubre de 2014 la Fundación para el conocimiento abierto describió "abierto" como un sinónimo a la definición de "libre" en la "Definición de obras culturales libres".

## Licencias aprobadas por la definición
- Against DRM
- BSD-like non-copyleft licenses
- CERN Open Hardware License
- CC0
- Creative Commons Atribución
- Creative Commons Atribución CompartirIgual
- Design Science License
- Licencia de arte libre
- Licencia de documentación FreeBSD
- GNU Licencia de Documentación libre (sin secciones invariables)[11]
- GNU Licencia Pública general
- MirOS Licence
- MIT Licencia
- Open Publication License